# Hakea leucoptera
Hakea leucoptera és una espècie d'angiosperma de la família de les proteàcies (Proteaceae) endèmica d'Austràlia. El nom koori o aborigen que se li dona és el de booldoobah. És similar a Hakea tephrosperma de la que es diferencia per les seves fulles argentades i flors glabres.

## Descripció
Hakea leucoptera és un arbust d'uns 2-5 metres d'alçada amb branques ascendents. La capçada és més aviat oberta o poc densa. Les fulles són de tipus linear, punxegudes i en forma d'agulla, de 3 a 8 cm de llarg per 1,5 mm d'ample. Són rígides, rectes i presenten pèls blancs aportant-li un aspecte pubescent.
Les flors creixen en grups de 18 a 45 en inflorescències en forma de raïm. Presenten pèls blancs, tenen una corol·la de color blanc a groc, el periant fa unes mides d'uns 3 a 5 mm de llarg. El fruit és llenyós, fins a 30 mm de llarg de forma ovoide amb punta poc assenyalada. Les llavors presenten ales de color pàl·lid que li dona el nom científic.

## Cultiu
Aquesta espècie ha estat cultivada durant molts anys, però és sobretot adequat per a zones de baixa humitat de l'estiu. A les zones humides pot créixer amb èxit des de fa alguns anys, però pot col·lapsar durant la nit. L'espècie és tolerant a gelades moderades i les flors són atractives per aquelles aus que també s'alimenten de nèctar i pol·len. L'espècie creix i floreix millor en un molt bon drenatge, en llocs assolellats però tolerarà una mica d'ombra. Tolera sòls relativament durs, és a dir, de tipus calcari; tolera també les gelades moderades.

## Etimologia
- Hakea: el nom genèric és en referència a Baron Christian Ludwig von Hake (1745 - 1818), va ser un horticultor alemany, un dels patrons de la botànica.[4]
- leucoptera: epítet específic que prové de les paraules gregues leucos (blanc) i pteron (ales) que fa referència a les expansions semblant a ales de les llavors i que són de color blanc-gris.